# Masamba Kilasu
Masamba Kilasu (ur. 22 grudnia 1950, zm. 25 czerwca 2020.) - były kongijski piłkarz występujący na pozycji pomocnika. Uczestnik Mistrzostw Świata 1974.

## Kariera klubowa
Podczas MŚ 1974 reprezentował barwy klubu AS Dragons.

## Kariera reprezentacyjna
Razem z reprezentacją Zairu uczestniczył w Mistrzostwach Świata 1974. Wystąpił tam we wszystkich 3 meczach ze reprezentacją Szkocji, reprezentacją Jugosławii i reprezentacją Brazylii.